# Hidróxido de lítio
Hidróxido de lítio (LiOH) é um corrosivo hidróxido alcalino. É um sólido branco cristalino higroscópico. É solúvel em água, e levemente solúvel em etanol. É encontrado comercialmente na forma anidra, ou como monohidrato.

## Aplicações
Base forte. Hidróxido de lítio é usado por absorvedores de dióxido de carbono para a purificação de gases e ar. É usado como um meio de transferência de calor, como eletrólito em baterias, e como um catalisador para polimerização. É usado em cerâmicas, na produção de outros compostos de lítio, e em esterificação, especialmente de estearato de lítio (o qual é usado em graxas de vários propósitos de lubrificação devido a sua alta resistência à água e é usada tanto a altas quanto a baixas temperaturas, como em graxas para siderurgia e metalurgia, fornos e equipamentos de refrigeração severa).

## Produção
Hidróxido de lítio pode ser produzido pela dissolução do lítio ou do óxido de lítio em água. A reação é a seguinte:
2 Li + 2 H2O → 2 LiOH + H2
Li2O + H2O → 2 LiOH
Porque o lítio reage rapidamente (mas não violentamente) com água, baterias de lítio devem ser mantidas afastadas de água.
Industrialmente, hidróxido de lítio é produzido por uma reação de dupla troca entre carbonato de lítio e hidróxido de cálcio:
Li2CO3 + Ca(OH)2 → LiOH + CaCO3(prec.)

## Reações
Hidróxido de lítio é usado em sistemas de purificação de gases respiráveis para naves espaciais (recipientes de hidróxido de lítio no LEM - Lunar Excursion Module, módulo de excursão lunar - foram vitais para os astronautas da Apollo 13), submarinos, e respiradores para remover dióxido de carbono do gás exalado produzindo carbonato de lítio e água:
2 LiOH·H2O + CO2 → Li2CO3 + 3 H2O
Ou,
2 LiOH + CO2 → Li2CO3 + H2O
Por último, hidróxido anidro é preferido pela sua mais baixa massa e menor produção de água para sistemas de respiração em espaçonaves. 1 grama de hidróxido de lítio anidro pode remover  450 cm3 de gás dióxido de carbono. O monoidrato perde sua água a 100-110 °C.